# Mimancylistes malaisei
Mimancylistes malaisei är en skalbaggsart som beskrevs av Stefan von Breuning 1955. Mimancylistes malaisei ingår i släktet Mimancylistes och familjen långhorningar. Inga underarter finns listade i Catalogue of Life.